# Stazione di Sesto Calende
Stazione di Sesto Calende vasútállomás Olaszországban, Lombardia régióban, Sesto Calende településen.

## Vasútvonalak
Az állomást az alábbi vasútvonalak érintik:
- Domodossola–Milánó-vasútvonal
- Novara–Pino-vasútvonal

## Kapcsolódó állomások
A vasútállomáshoz az alábbi állomások vannak a legközelebb:
- Stazione di Dormelletto
- Stazione di Vergiate
- Stazione di Taino-Angera
- Stazione di Castelletto Ticino